# الأعور (حمص)
الأعور قرية في ناحية الرقاما التابعة لمنطقة حمص في محافظة حمص في سورية (وبالانجليزية HOMS) وتعني باللغة الكنعانية الخجل. تقع شرق الطريق السريع بين حمص ودمشق.وتعتبر ثالث أكبر مدن سوريا حيث قدرت مساحتها عن ازيد من 42 الف كيلومتر مربع 
هذه القرية تتوضع بين قرية المظهرية وقرية النزهة، وهي صغيرة تقع على طريق واصل بين حمص طريق فوسفات وقرية النزهة والرقاما والشعيرات والحمرات وغيرها. تعتمد هذه القرية على الزراعة فهي قرية قوية بزراعة العنب والوز والزيتون إضافة إلى انها مركز لتسويق المنتجات الزراعية من لبنان ومن المحافظة وتعتمد بالجانب أيضا على الصناعة الثقيلة وتحوي على مصفاة نفطية وتزخربمصنع للفوسفات وتعد هذه المدينة تابعة لقرية النزهة من حيث التعليم والدراسة والبلدية والعناية الطبية